# Złombol

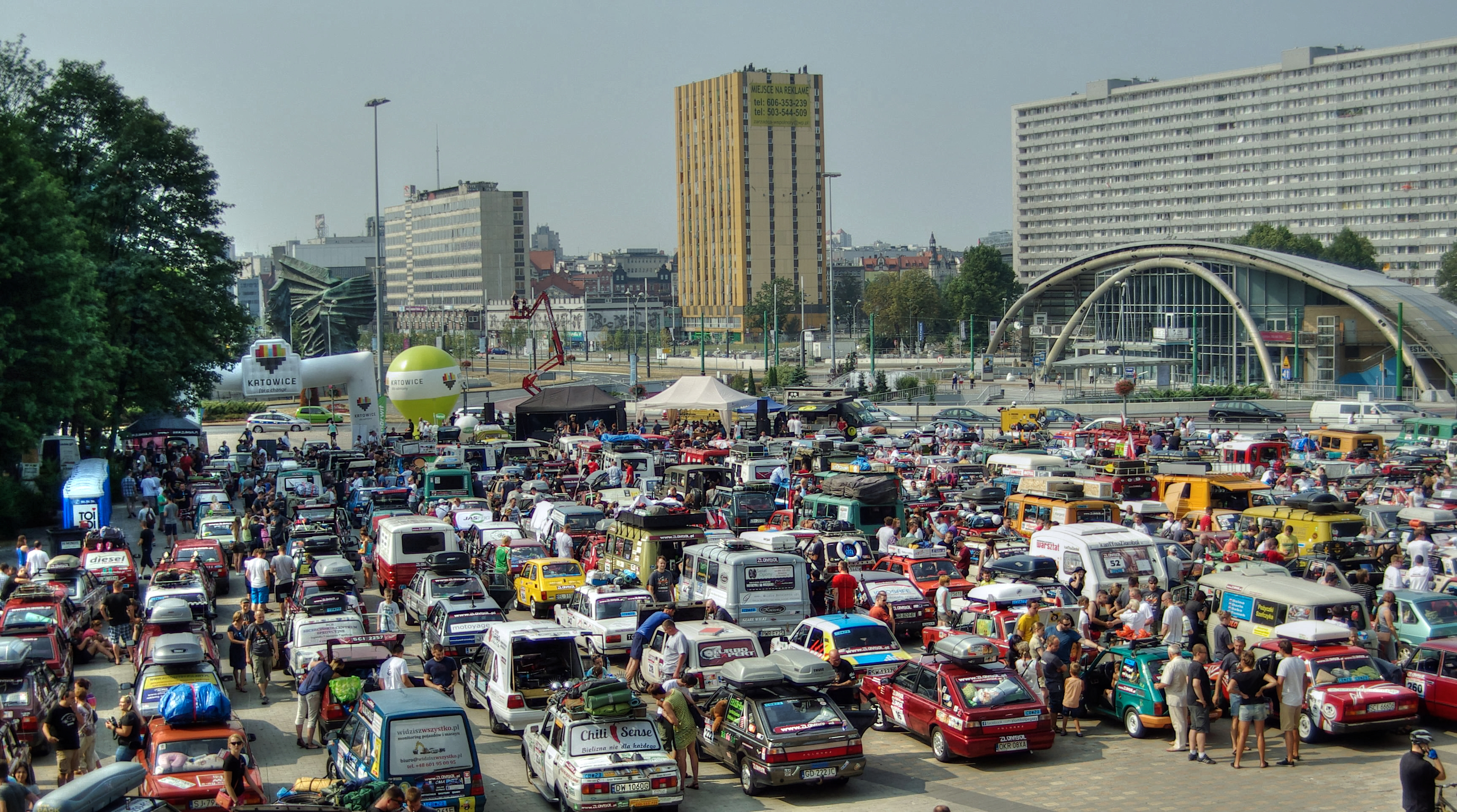
Start pojazdów w Złombolu 2015 pod Spodkiem w Katowicach

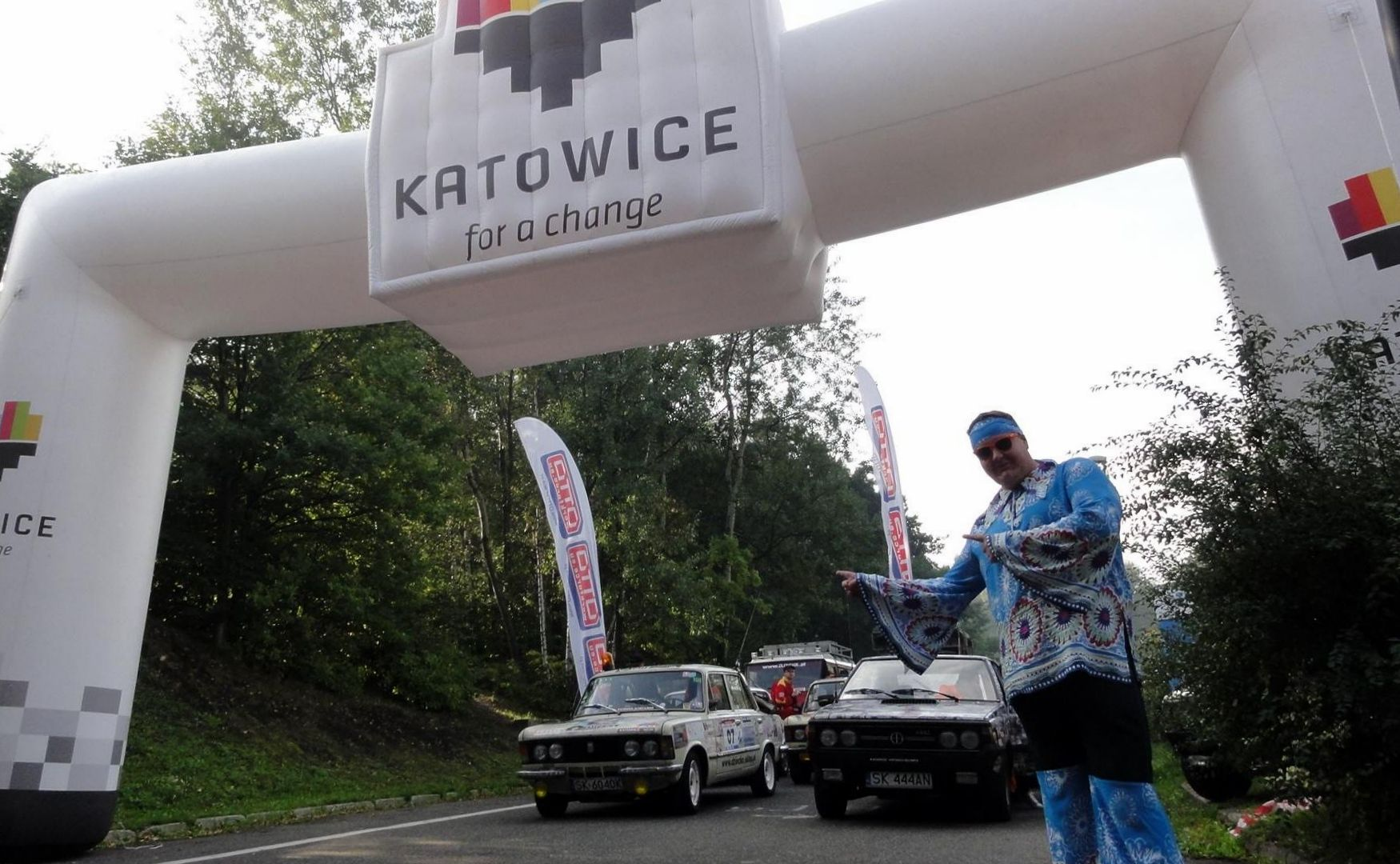
Start pojazdów w Złombolu 2014 w Katowicach

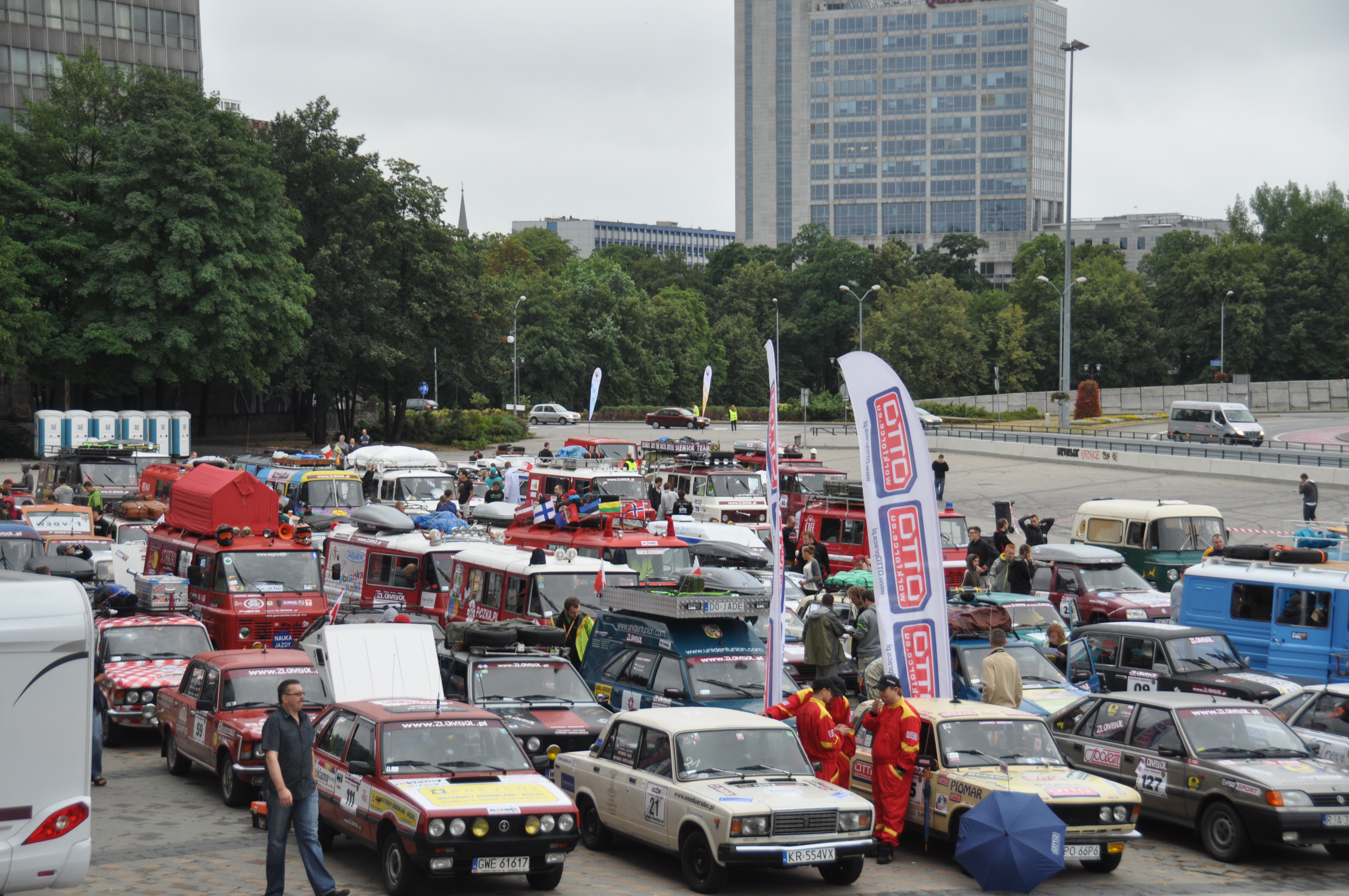
Samochody na starcie w Katowicach pod Spodkiem, 2013

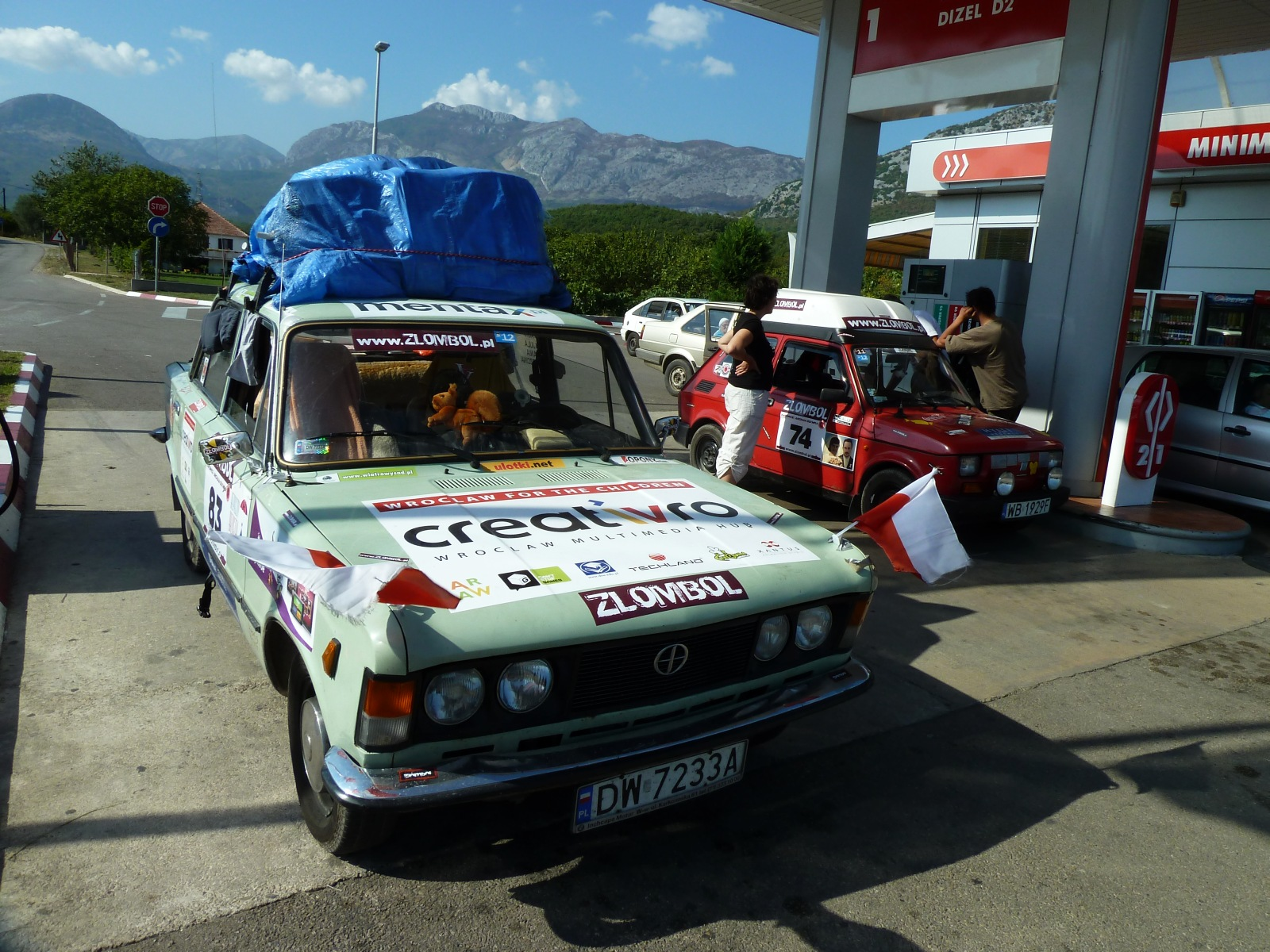
Polski Fiat 125p na trasie rajdu Złombol 2012

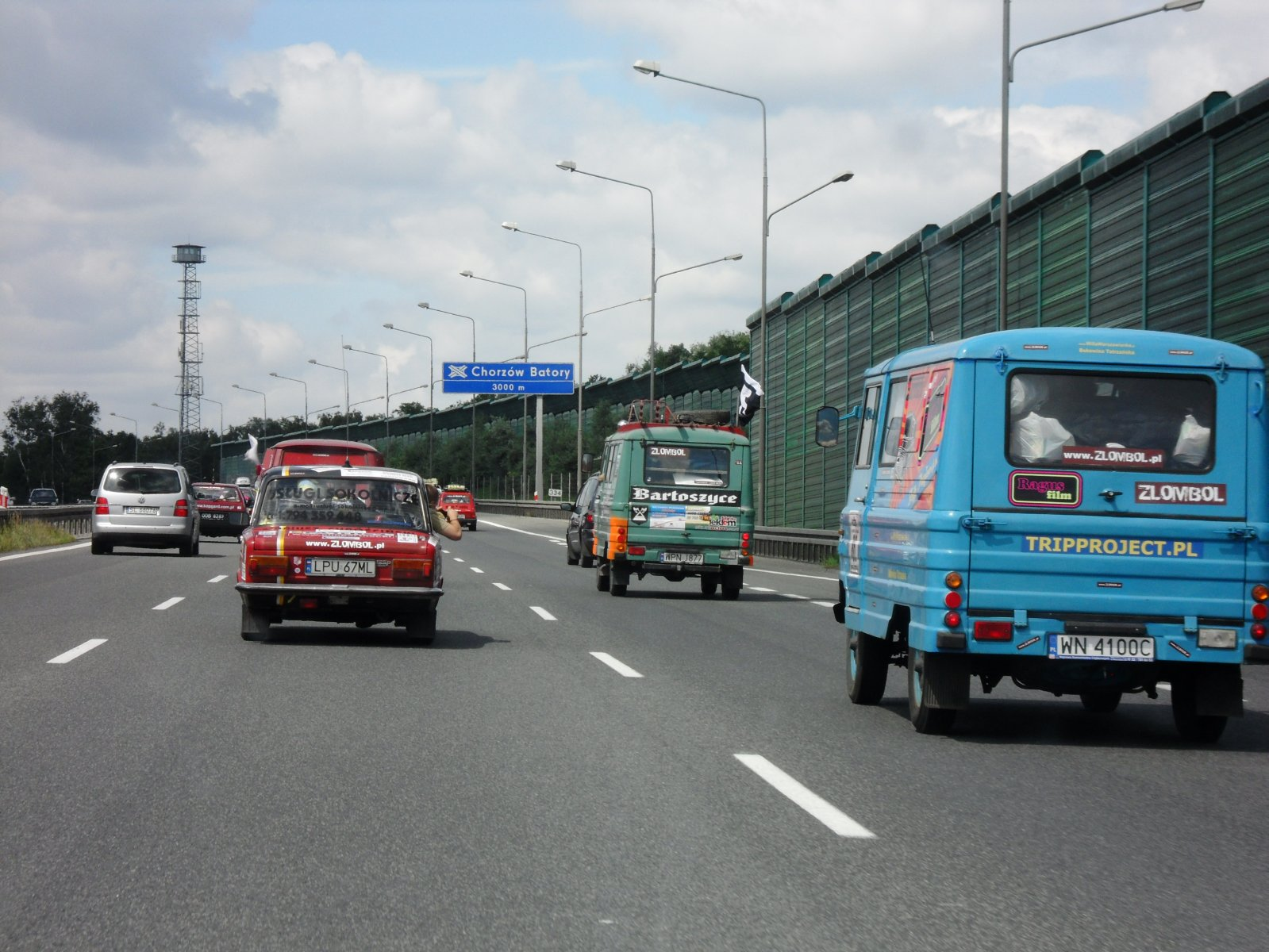
Auta na trasie rajdu w 2011 roku

Złombol – kilkudniowy, turystyczny, etapowy rajd charytatywny organizowany od 2007 roku, do którego dopuszczane są pojazdy produkowane i projektowane w dawnym bloku wschodnim (oraz powstałe już po jego rozpadzie ale koncepcyjnie i techniczne oparte na konstrukcjach z tego okresu).

## Program dokumentalny
W 2019 roku powstał 6-odcinkowy program dokumentalny o tej samej nazwie, wyprodukowany przez Tv working studio i emitowany na antenie Canal+. W każdym odcinku programu przybliżane były zmagania uczestników rajdu oraz kulisy pracy organizatorów.

## Historia
Pierwsza edycja Złombola odbyła się w 2007 roku. Rajd charytatywny ma na celu przejechanie dalekiego dystansu starym autem i uzbieranie pieniędzy dla domów dziecka na Śląsku. W pierwszej edycji wzięły udział dwie załogi i obie dojechały do mety w Monte Carlo. W kolejnych edycjach rajdu dochodziło do wielu zmian – meta wyznaczana jest zawsze w odległości ok. 2500 km od Katowic w różnych kierunkach. Celem poszczególnych edycji wybierane są kraje na przemian ciepłe i zimne.
16 marca 2020 organizatorzy rajdu podali do informacji, że w związku pandemią koronawirusa organizacja 14. edycji pozostaje pod znakiem zapytania. Wspomnieli o tym, że jeśli polski rząd, Główny Inspektorat Sanitarny czy Światowa Organizacja Zdrowia nakażą powstrzymanie się od organizacji potencjalnie niebezpiecznych w walce z pandemią, 14. edycja zostanie odwołana i w konsekwencji przełożona na 2021 rok. Ostatecznie impreza zaplanowana na 2020 rok się nie odbyła.

## Spis edycji
| Rok  | Liczba załóg               | Liczba załóg | Cel                                       | Uzbierana kwota | Daty                            |
| Rok  | Wystartowało               | Ukończyło    | Cel                                       | Uzbierana kwota | Daty                            |
| ---- | -------------------------- | ------------ | ----------------------------------------- | --------------- | ------------------------------- |
| 2007 | 2                          | 2            | Monte Carlo                               | 15 013,24 zł    | 12–15 października 2007         |
| 2008 | 13                         | 11           | Monte Carlo                               | 37 631,55 zł    | 4–7 września 2008               |
| 2009 | 21                         | 17           | Koło Podbiegunowe                         | 43 989,08 zł    | 4–8 lipca 2009                  |
| 2010 | 121                        | 107          | Stambuł                                   | 172 328,33 zł   | 4–7 września 2010               |
| 2011 | 134                        | 102          | Loch Ness                                 | 231 791,42 zł   | 23–27 lipca 2011                |
| 2012 | 206 (609 osób w pojazdach) | 167          | Archaia Olympia                           | 346 584,42 zł   | 15–19 września 2012             |
| 2013 | 147                        | 110          | Nordkapp                                  | 302 738,73 zł   | 10–14 sierpnia 2013             |
| 2014 | 401 (1165 osób w autach)   | 310          | Lloret de Mar                             | 676 736,97 zł   | 13–17 września 2014             |
| 2015 | 392 (1168 osób w autach)   | 318          | Passo dello Stelvio                       | 734 868,06 zł   | 15–18 sierpnia 2015             |
| 2016 | 510                        | bd.          | Tunezja via Palermo                       | 1 070 953,16 zł | 25 września–1 października 2016 |
| 2017 | 530                        | bd.          | Noja                                      | 1 128 845,63 zł | 2–6 września 2017               |
| 2018 | 836                        | 704          | Sithonia                                  | 1 866 050,13 zł | 1–5 września 2018               |
| 2019 | 450                        | bd.          | Irlandia                                  | 1 322 255,64 zł | 29 czerwca–3 lipca 2019         |
| 2020 | –                          | –            | Burhaniye (planowo)                       | –               | 20–24 czerwca 2020 (planowo)    |
| 2021 | 431                        | bd.          | Burhaniye, Złote Piaski, Zalew Sulejowski | 1 286 791,72 zł | 26 czerwca–2 lipca 2021         |
| 2022 | 767                        | bd.          | Domën                                     | 2 997 962,54 zł | 3–6 września 2022               |
| 2023 | 487                        | bd.          | Nazare, Portugalia                        | 2 746 654,46 zł | 1–6 lipca 2023                  |

## Cel charytatywny
Uczestnicy rajdu zbierają pieniądze na dzieci z domów dziecka, w zamian za wpłacane darowizny udostępniają powierzchnię reklamową na swoich pojazdach. Każda załoga musi pozyskać darczyńców, aby osiągnąć wymagany regulaminem minimalny próg finansowy darowizn dla dzieci, inaczej nie jest dopuszczana do startu. Załogi jadą wyłącznie na swój koszt, wszelki sponsoring załóg i pojazdów jest zakazany.
Dopuszczalne są dodatkowe darowizny, bez umieszczania reklam na pojazdach uczestników. Całość wpłat od darczyńców przekazywana jest na cel imprezy - czyli prezenty dla dzieci z Domów Dziecka. Transparentność finansów zabezpiecza Fundacja Nasz Śląsk im. gen. Jerzego Ziętka. Wszystkie darowizny kierowane są bezpośrednio przez darczyńców na konto fundacji.

## Organizacja rajdu
Złombol jest rajdem ekstremalnym który nie ma ściśle ustalonej trasy. Termin kolejnej edycji podawany jest na początku listopada a sam cel wyprawy ogłaszany jest pierwszego stycznia, chwilę później uruchamiana jest rejestracja załóg na kolejną edycję. Uczestnicy nie mają ze strony organizatorów absolutnie żadnego wsparcia, nie jest dostępna żadna forma ewentualnego serwisu aut, itd. Każda załoga jedzie na swoje ryzyko i własny koszt. Organizatorzy sugerują jedynie miejsca noclegowe na dużych kempingach.
Dopuszczone do startu są wyłącznie auta wyprodukowane w byłym bloku wschodnim (tzw. kraje demokracji ludowej), lub wyprodukowane już po transformacji ustrojowej z 1989 roku, ale zaprojektowane w poprzednim systemie. Zgodnie z pierwotnymi zasadami auto powinno być kupione za mniej niż 1000 zł, ale obecnie ta reguła jest jedynie „dobrym zwyczajem” i nie jest wymagana. Dopuszczone jest modyfikowanie pojazdów, łącznie z wymianą silnika (tzw. SWAP), muszą one być jednak dopuszczone do poruszania się po drogach publicznych. Załogi w drodze do mety poruszają się w niewielkich grupkach po kilka aut, lub indywidualnie (wedle uznania załóg). Każda ekipa samodzielnie decyduje jakimi drogami jedzie do celu, nie ma jednej, ustalonej odgórnie trasy. Po dotarciu do wskazanej przez organizatorów mety, załogi na własną rękę powracają do kraju.